# Carlos Pinto Rosas
Carlos Heriberto Pinto Rosas (n. el 7 de agosto de 1985 en Culiacán, Sinaloa), es un exfutbolista mexicano que jugaba como lateral por deracha y su último equipo fue Dorados de Sinaloa en la Liga de Ascenso de México.
Con 218 cotejos, es el jugador con más partidos disputados en la historia de Dorados; actualmente se desempeña como gerente deportivo en el club sinaloense.

## Estadísticas
Actualizado al último partido.
| Alacranes de Durango · México                           | 2ª            | 2005          | 2   | 0  | -  | - | - | -  | 2   | 0  |
| Alacranes de Durango · México                           | Total club    | Total club    | 2   | 0  | 0  | 0 | 0 | 0  | 2   | 0  |
| Dorados de Sinaloa · México                             | 1ª            | 2005          | 2   | 0  | -  | - | - | -  | 2   | 0  |
| Dorados de Sinaloa · México                             | 1ª            | 2015-16       | 16  | 0  | 8  | 0 | - | -  | 24  | 0  |
| Dorados de Sinaloa · México                             | 2ª            | 2006-07       | 39  | 2  | -  | - | - | -  | 39  | 2  |
| Dorados de Sinaloa · México                             | 2ª            | 2007-08       | 42  | 3  | -  | - | - | -  | 42  | 3  |
| Dorados de Sinaloa · México                             | 2ª            | 2012          | 13  | 0  | -  | - | - | -  | 13  | 0  |
| Dorados de Sinaloa · México                             | 2ª            | 2012-13       | 22  | 0  | 5  | 0 | - | -  | 27  | 0  |
| Dorados de Sinaloa · México                             | 2ª            | 2014-15       | 33  | 0  | -  | - | - | -  | 33  | 0  |
| Dorados de Sinaloa · México                             | 2ª            | 2016-17       | 39  | 1  | -  | - | - | -  | 39  | 1  |
| Dorados de Sinaloa · México                             | Total club    | Total club    | 206 | 6  | 13 | 0 | 0 | 0  | 219 | 6  |
| Querétaro F. C. · México                                |               |               |     |    |    |   |   |    |     |    |
| 2ª                                                      | 2008-09       | 29            | 5   | -  | -  | - | - | 29 | 5   |    |
| 1ª                                                      | 2009-10       | 29            | 1   | -  | -  | - | - | 29 | 1   |    |
| 1ª                                                      | 2010          | 6             | 0   | -  | -  | - | - | 6  | 0   |    |
| Total club                                              | Total club    | 35            | 1   | 0  | 0  | 0 | 0 | 35 | 1   |    |
| Veracruz · México                                       |               |               |     |    |    |   |   |    |     |    |
| 2ª                                                      | 2011          | 16            | 0   | -  | -  | - | - | 16 | 0   |    |
| Total club                                              | Total club    | 16            | 0   | 0  | 0  | 0 | 0 | 16 | 0   |    |
| C. Irapuato · México                                    | 2ª            | 2011          | 14  | 1  | -  | - | - | -  | 14  | 1  |
| C. Irapuato · México                                    | Total club    | Total club    | 14  | 1  | 0  | 0 | 0 | 0  | 14  | 1  |
| Delfines F. C. · México                                 | 2ª            | 2013-14       | 33  | 2  | 3  | 0 | - | -  | 36  | 2  |
| Delfines F. C. · México                                 | Total club    | Total club    | 33  | 2  | 3  | 0 | 0 | 0  | 36  | 2  |
| Total carrera                                           | Total carrera | Total carrera | 306 | 10 | 16 | 0 | 0 | 0  | 322 | 10 |
| (1)Incluye datos de la Copa México. (2)Incluye datos de |               |               |     |    |    |   |   |    |     |    |

## Palmarés

### Campeonatos nacionales
| Categoría                 | Título                    | Club               | País   |
| ------------------------- | ------------------------- | ------------------ | ------ |
| Primera División 'A'      | Clausura 2007             | Dorados de Sinaloa | México |
| Primera División 'A'      | Apertura 2008             | Querétaro FC       | México |
| Primera División 'A'      | Final de Ascenso 2008-09  | Querétaro FC       | México |
| Copa México               | Copa México Apertura 2012 | Dorados de Sinaloa | México |
| Liga de Ascenso de México | Clausura 2015             | Dorados de Sinaloa | México |
| Liga de Ascenso de México | Final de Ascenso 2014-15  | Dorados de Sinaloa | México |
| Liga de Ascenso de México | Apertura 2016             | Dorados de Sinaloa | México |